# 부에노스아이레스잎귀쥐
부에노스아이레스잎귀쥐(Phyllotis bonariensis)는 비단털쥐과에 속하는 설치류이다. 아르헨티나에서만 발견된다.